# نورس أسخم

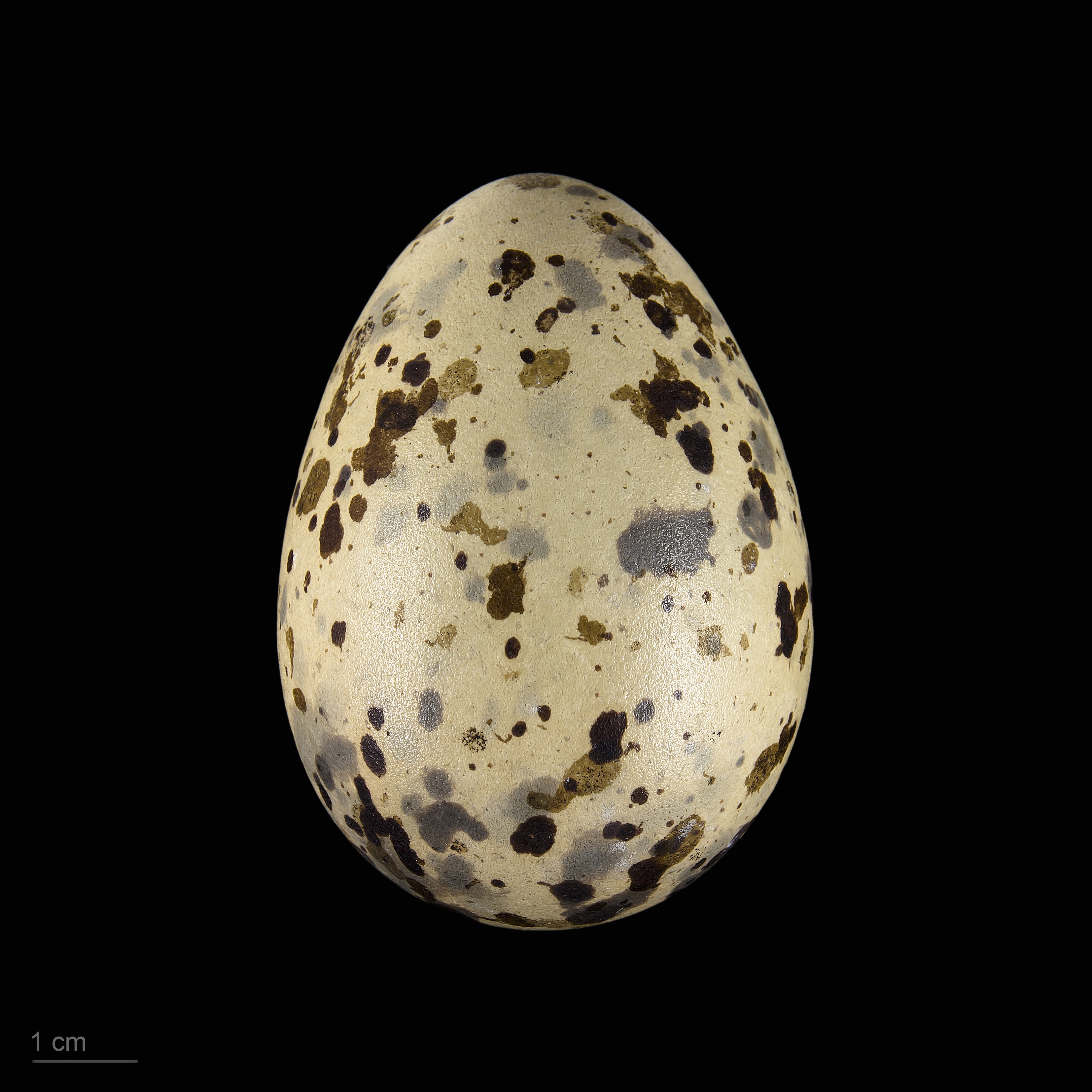
Ichthyaetus hemprichii

نورس أسخم أو نورس فاحم أو نورس أسحم نورس أسخم (الاسم العلمي: Ichthyaetus hemprichii) (بالإنجليزية: sooty gull)‏ هو نوع من الطيور يتبع جنس نورس السمك من الفصيلة النورسية. يمثل النورس الفاحم الفصيلة الوحيدة التي تتكاثر في حيث تتكاثر هذه الطيور بأعداد كبيرة للغاية في جزيرة مصيرة خلال فصل الصيف. وبعد التزاوج تنتشر صغار هذه الطيور على امتداد الخط الساحلي حيث تعتبر مشاهدها أمراً مألوفاً هناك. وهذا بالتالي يساعده على الطيران.